# Damhat Sisamci
Damhat Sisamci (* 1993 in Ottweiler) ist ein deutscher Politiker (SPD). Seit 2022 ist er Abgeordneter im Landtag des Saarlandes.

## Leben
Sisamci absolvierte eine Ausbildung zum Industriemechaniker und schloss berufsbegleitend eine Weiterbildung zum Betriebswirt für Personal- und Sozialwesen sowie Fachwirt für Industrie 4.0 ab. Er ist Mitglied der IG Metall und freigestelltes Betriebsratsmitglied.

## Politik
Damhat Sisamci ist stellvertretender Vorsitzender des Ortsvereins seiner Partei und Mitglied im Stadtrat von Ottweiler. Bei der Landtagswahl im Saarland 2022 erhielt er ein Abgeordnetenmandat im Landtag des Saarlandes. In den Landtag wurde er über die Landesliste seiner Partei gewählt.